# 熊出没·重启未来
《熊出没·重启未来》是一部2025年中国科幻喜劇動畫電影，《熊出没》系列電影的第11部作品，由林永长執導，徐芸、崔铁志和刘圳杰編劇。電影講述光頭強、熊大、熊二意外隨來自未來的小亮一起穿越到100年後；此時的地球面臨巨大災變，人類艱難求生，光頭強卻是這一切的成為罪魁禍首。本片也是《熊出没》科幻五部曲的最终作。
電影定檔2025年1月29日（大年初一）在中國院線上映，總票房收穫超過8億人民幣。

## 配音員
- 譚笑聲演光头强
- 張秉君聲演熊二
- 張偉聲演熊大
- 刘思奇聲演小亮

## 發行
《熊出没·重启未来》定檔2025年1月29日（大年初一）春節檔在中國院線上映。

## 外部連結
- 豆瓣电影上《熊出没·重启未来》的資料 （简体中文）